# ای‌ای اسپورتس اف‌سی
ای‌ای اسپورتس اف‌سی (به انگلیسی: EA Sports FC) یک سری بازی‌های ویدئویی، شبیه‌سازی فوتبال است که از سال ۲۰۲۳، پس از پایان همکاری الکترونیک آرتس و فیفا، توسط الکترونیک آرتس عرضه می‌شود.

## تاریخچه
در سال ۲۰۲۳ الکترونیک آرتز اعلام کرد که بازی های فوتبال این شرکت دیگر با نام فیفا عرضه نمی شوند. فیفا خواهان دو برابر شدن قرارداد خود با الکترونیک آرتز بود و می خواست رقم قرارداد به بیش از یک میلیارد دلار برسد. همچنین هر چهارسال یکبار و با شروع جام جهانی، قرارداد باید با افزایش قیمت رو به رو شود. از سوی دیگر اندرو ویلسون، مدیرعامل الکترونیک آرتز بر این باور بود که مجوزهای فدراسیون بین‌المللی فوتبال از رشد سری ورزشی فیفا جلوگیری می‌کند. وی در انتقادی بی سابقه ادعا کرد نام فیفا تنها ۴ حرف روی جلد بازی است که شرکت دیگر نیازی به آن ندارد. در پی این رویداد تمام عناوین قبلی سری بازی‌های فیفا از فروشگاه‌های دیجیتالی بصورت دائمی حذف شد. سری جدید بازی با لوگوی مثلثی شکل روی نمایی شد که به گفته طراحان بازی این لوگو برگرفته از المان های فوتبالی است.
در نهایت گواهی استفاده از نام تجاری ۱۹۰۰۰ بازیکن، ۷۰۰ تیم، ۱۰۰ وزشگاه و ۳۰ لیگ از آخرین نسخه سری بازی فیفا به ای ای اسپورتس اف سی منتقل شد.

## بازی‌های اصلی
بازی های این مجموعه تا سال ۲۰۲۲ در هر پاییز توسط الکترونیک آرتس با نام فیفا عرضه می‌شد؛ اما از سال ۲۰۲۳ با نام ای‌ای اسپورتس اف‌سی عرضه می‌شود.
| سری بازی‌های اصلی     |                        | |
| نام بازی             | تاریخ انتشار نسخه اصلی | قهرمانان جلد اصلی                                                                                               |
| ای‌ای اسپورتس اف‌سی ۲۴ | ۲۹ سپتامبر ۲۰۲۳        | ارلینگ هالند (نسخه اصلی)، ۳۱ ستاره سابق و فعلی جهان (نسخه نهایی)                                                |
| ای‌ای اسپورتس اف‌سی ۲۵ | ۲۷ سپتامبر ۲۰۲۴        | جود بلینگام (نسخه اصلی)، جانلوئیجی بوفون، آیتانا بونماتی، جود بلینگام، زین‌الدین زیدان و دیوید بکام (نسخه نهایی) |
| ای‌ای اسپورتس اف‌سی ۲۶ | ۲۶ سپتامبر ۲۰۲۵        | جود بلینگام و جمال موسیالا (نسخه اصلی)، زلاتان ابراهیموویچ (نسخه نهایی)                                         |